# پیر فرنه
پیر فرنه (فرانسوی: Pierre Fresnay‎؛ ۴ آوریل ۱۸۹۷ – ۹ ژانویهٔ ۱۹۷۵) هنرپیشه اهل کشور فرانسه بود.

## قسمتی از فیلمشناسی
- توهم بزرگ
- مردی که زیاد می‌دانست
- سزار
- کلاغ
- گوژپشت نتردام
- آقای ونسان
- عدالت اجرا شد

## مرگ
او در تاریخ ۹ ژانویه سال ۱۹۷۵ در سن ۷۷ سالگی به علت مشکلات تنفسی درگذشت.وی در محلهٔ نوی-سور-سن در گورستان محلی دفن شد.او در خاطرات خود میگوید:((نام خویش را فراموش میکنم)).